# Вондроушова, Маркета
Марке́та Вондро́ушова (чеш. Markéta Vondroušová; род. 28 июня 1999, Соколов, Чехия) — чешская теннисистка; победительница одного турнира Большого шлема в одиночном разряде (Уимблдон-2023); финалистка одного турнира Большого шлема в одиночном разряде (Открытый чемпионат Франции-2019); серебряный призёр Олимпийских игр 2020 года в одиночном разряде; победительница трёх турниров WTA в одиночном разряде.
В юниорах: бывшая первая ракетка мира в юниорском рейтинге; победительница двух юниорских турниров Большого шлема в парном разряде (Открытый чемпионат Австралии-2015, Открытый чемпионат Франции-2015); финалистка одного юниорского турнира Большого шлема в парном разряде (Открытый чемпионат Франции-2014); победительница парного турнира Orange Bowl (2014).

## Общая информация
Отец — Давид Вондроуш; мать — Индришка Андерлова (играла профессионально в волейбол).
Маркета начала играть в теннис в 4 года вместе с отцом, с 10 лет стала тренироваться в Праге, а в 15 лет уже переехала туда и жила самостоятельно. Любимое покрытие — грунт. Любимый игрок в теннисе — Роджер Федерер.
С июля 2022 года по май 2024 года была замужем за экс-теннисистом Штепаном Шимеком.

## Спортивная карьера

### Начало карьеры
Юниорская карьера

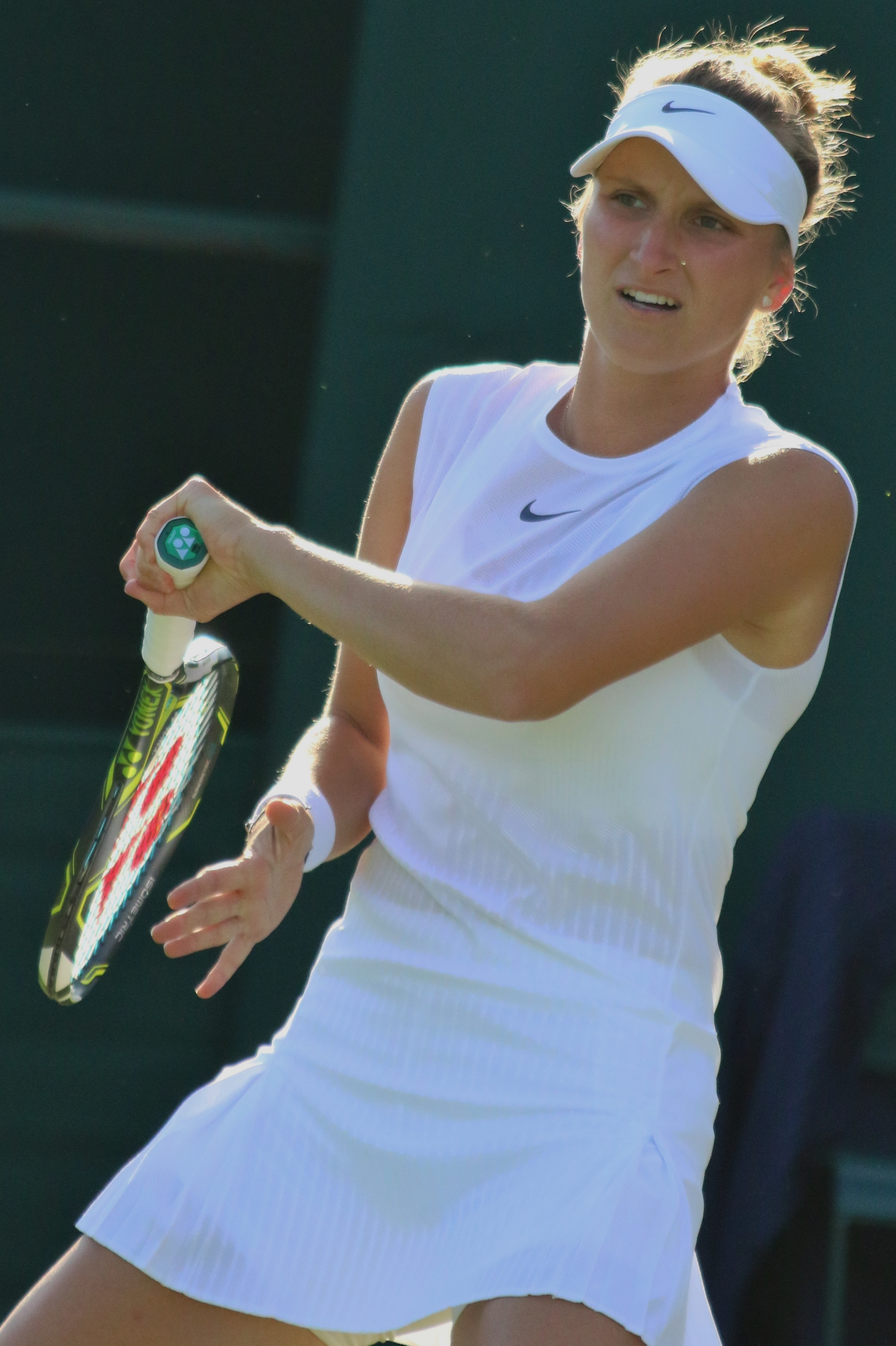
Вондроушова на Уимблдоне 2017 года

Маркета хорошо себя проявила уже на юниорском уровне. Она стала одним из лидеров своего поколения. Начав выступать в 2013 году в Юниорском туре ITF в возрасте 13-ти лет, она смогла победить уже на первом же турнире. В 2014 году на Открытом чемпионате Франции среди девушек она смогла выйти в полуфинал одиночного и финал парного разряда в дуэте с Кэтрин Беллис. В том сезоне Маркета смогла достичь полуфинала на юниорском Уимблдонском турнире в одиночном разряде, а в конце года выиграла престижный юниорский турнир Orange Bowl в парном разряде в партнёрстве с Беллис.
В январе 2015 года чешская пара Вондроушова и Колодзиёва победили на юниорском Открытом чемпионате Австралии. В мае Маркета возглавила юниорский рейтинг, а затем на юниорском Ролан Гаррос второй год подряд вышла в полуфинал в одиночном разряде и на этот раз выиграла парные соревнования в альянсе с Колодзиёвой. В 2016 году Вондроушова в юниорах сыграла только на Ролан Гаррос и окончательно завершила выступления на этом уровне.
Начало взрослой карьеры
Первые выступления Вондроушовой на взрослом уровне пришлись на 2014 год. В 2015 году она выиграла первый титулы на турнирах из цикла ITF. В апреле того года она дебютировала в основных соревнованиях WTA-тура, получив уайлд-кард на парный розыгрыш турнира в Праге совместно с Катериной Ваньковой. Через год на этом же турнире она дебютировала в основном туре и в одиночном разряде.
В 2017 году Вондроушова сыграла первый полноценный сезон. В апреле она через квалификацию прошла на турнир в Биле и выиграла титул, обыграв в финале Анетт Контавейт из Эстонии в двух сетах. Это был всего второй одиночный турнир WTA в карьере 17-летней теннисистки и, благодаря этой победе, она смогла подняться в рейтинге с 233-й на 117-ю позицию. После этого успеха Маркета была приглашена в состав сборной Чехии на полуфинал Кубка Федерации против сборной США. Она проиграла стартовый матч Коко Вандевеге, но затем смогла обыграть Лорен Дэвис, однако Чехия уступила с общим счётом 2:3. В мае ей удалось выиграть 100-тысячник из цикла ITF в Трнаве и это позволило Маркете впервые войти в топ-100 мирового рейтинга.
Однако на первый для себя взрослый Большой шлем Вондроушовой пришлось отбираться через квалификацию, с чем она смогла успешно справиться и сыграть на Ролан Гаррос 2017 года. Здесь она смогла пройти во второй раунд, в котором она проиграла Дарье Касаткиной. На Уимблдонском турнире Вондроушова проиграла уже на старте, однако в парном разряде совместно с Кэтрин Беллис прошла в четвертьфинал. В июле Маркета смогла выиграть 80-тысячник из цикла ITF в Праге. По итогам сезона 18-летняя чешская теннисистка заняла 67-е место рейтинга.

### 2018—2019 (финал на Ролан Гаррос, попадание в топ-20)
Сезон 2018 года Вондроушова прошёл без особого продвижения в результатах и она выступала примерно на уровне прошлого года, заняв по итогу такую же позицию в рейтинге, как и в 2017 году. На дебютном на взрослом уровне Открытом чемпионате Австралии она проиграла на стадии второго раунда. В марте на крупном турнире в Индиан-Уэллсе Вондроушова смогла пробраться в четвёртый раунд, обыграв в том числе Йоханну Конта и Арину Соболенко. Далее последовали плохие результаты и потеря рейтинговых очков. В какой-то момент Маркета проиграла четыре стартовых матча подряд и покинула на время пределы топ-100.
В июле 2018 года Вондроушова на время вернулась в первую сотню после выхода в полуфинал в Гштаде. В сентябре она дошла до четвёртого раунда Открытого чемпионата США, где уступила в трёхсетовом поединке Лесе Цуренко из Украины. До этого она смогла обыграть Мону Бартель, Эжени Бушар и Кики Бертенс. Это позволило чешской теннисистке вновь закрепиться в топ-100.
На Открытом чемпионате Австралии 2019 года Вондроушова проиграла во втором раунде в одиночном турнире, а в парном разряде в команде с Барборой Стрыцовой доиграла до полуфинала. В феврале 2019 года она дошла до финала турнира в Будапеште, где проиграла бельгийке Алисон Ван Эйтванк. В марте на престижном турнире в Индиан-Уэллсе ей удалось в четвёртом раунде обыграть вторую ракетку мира Симону Халеп (6-2, 3-6, 6-2) и выйти в четвертьфинал. Затем она повторила этот результат на следующем крупном соревновании в Майами. После этих результатов Маркета вошла в топ-50.
В апреле 2019 года Вондроушова сыграла за сборную в матче за выход в Мировую группу Кубка Федерации против сборной Канады и помогла её победить, выиграв оба своих матча. Затем она приняла участие на турнире в Стамбуле, где дошла до финала, но проиграла теннисистке из Хорватии Петре Мартич в трёх сетах. В мае на турнире серии Премьер 5 в Риме во втором раунде она снова смогла обыграть Симону Халеп. Затем она выиграла у Дарьи Касаткину и вышла в четвертьфинал. В июне Вондрушова, не имея посева, сенсационно вышла в финал турнира Большого шлема — Ролан Гаррос, где проиграла Эшли Барти в двух сетах. В возрасте 19 лет она стала самой молодой финалисткой на Ролан Гаррос с 2007 года, когда в финал вышла Ана Иванович и самой молодой финалисткой Большого шлема с 2009 года, когда в финал Открытого чемпионата США вышла Каролина Возняцки. Успех в Париже позволил Маркете подняться на 16-е место в рейтинге.
| Стадия  | Соперница (посев)         | Рейтинг | Счёт       |
| 1 раунд | Ван Яфань                 | 56      | 6-4 6-3    |
| 2 раунд | Анастасия Потапова        | 81      | 6-4 6-0    |
| 3 раунд | Карла Суарес Наварро (28) | 29      | 6-4 6-4    |
| 4 раунд | Анастасия Севастова (12)  | 12      | 6-2 6-0    |
| 1/4     | Петра Мартич (31)         | 31      | 7-6(1) 7-5 |
| 1/2     | Йоханна Конта (26)        | 26      | 7-5 7-6(2) |
| Финал   | Эшли Барти (8)            | 8       | 1-6 3-6    |

В первом раунде Уимблдона 2019 года Вондроушова проиграла Мэдисон Бренгл и получила перед этим матчем травму левого запястья, из-за которой ей пришлось досрочно завершить сезон и перенести операцию в сентябре того же года. Несмотря на пропуск многих турниров, она смогла финишировать на 16-м месте рейтинга по итогам сезона.

### 2020—2023 (серебро на Олимпиаде и первый титул турнира большого шлема в одиночном разряде)
Возвращение на корт состоялось в январе 2020 года на турнире в Аделаиде, где Вондроушова вышла в четвертьфинал. Далее последовала серия неудач и вылеты в первых раундах. После перерыва в сезоне она смогла хорошо выступить на турнире серии Премьер 5 в Риме. Пройдя в 1/4 финала, она переиграла здесь № 6 в мире Элину Свитолину (6-3, 6-0), но в полуфинале уступила соотечественнице Каролине Плишковой.
В феврале 2021 года, перед стартом Открытого чемпионата Австралии, Маркета дошла до полуфинала на турнире в Мельбурне, где уступила испанской теннисистке Гарбинье Мугурусе. Сам же первый в году Большой шлем закончился для неё на стадии четвёртого раунда. В марте она доиграла до четвёртого раунда турнира в Майами. В мае на турнире в Риме смогла выйти в парный финал в альянсе с Кристиной Младенович. На Открытом чемпионате Франции Вондроушова, как и в Австралии, смогла доиграть до четвёртого раунда. Главным успехом в сезоне для неё стало выступление на Олимпийских играх, которые проходили в Токио. Дебютная Олимпиада завершилась для Маркеты завоеванием серебряной медали, на пути к которой она обыграла одну из главных фавориток турнира Наоми Осака в третьем раунде. В решающем матче за золото Маркета уступила швейцарке Белинде Бенчич.
| Стадия  | Соперница (посев)   | Рейтинг | Счёт        |
| 1 раунд | Кики Бертенс (16)   | 24      | 6-4 3-6 6-4 |
| 2 раунд | Михаэла Бузарнеску  | 169     | 6-1 6-2     |
| 3 раунд | Наоми Осака (2)     | 2       | 6-1 6-4     |
| 1/4     | Паула Бадоса        | 29      | 6-3 — отказ |
| 1/2     | Элина Свитолина (4) | 6       | 6-3 6-1     |
| Финал   | Белинда Бенчич (9)  | 12      | 5-7 6-2 3-6 |

После триумфальной Олимпиады Вондроушова не сразу втянулась в хороший игровой ритм и вылетела на Открытом чемпионате США во втором раунде. В сентябре ей удалось выйти в полуфинал зального турнира в Люксембурге. В октябре до полуфинала она дошла уже на турнирах в Чикаго и Москве. По итогам 2021 года она заняла 35-е место рейтинга.
В начале 2022 года Вондроушова в дуэте с Терезой Мартинцовой сыграла в парном финале турнира в Аделаиде. На Открытом чемпионате Австралии в третьем раунде она уступила второму номеру посева Арине Соболенко.
15 июля 2023 года Маркета Вондроушова завоевала первый титул турнира Большого шлема в одиночном разряде на Уимблдоне, в финале одолев Онс Жабёр.

## Итоговое место в рейтинге WTA по годам
| Год  | Одиночный рейтинг | Парный рейтинг |
| 2024 | 39                | 158            |
| 2023 | 7                 | 44             |
| 2022 | 99                | 119            |
| 2021 | 35                | 65             |
| 2020 | 21                | 600            |
| 2019 | 16                | 100            |
| 2018 | 67                | 634            |
| 2017 | 67                | 155            |
| 2016 | 376               |                |
| 2015 | 429               | 386            |

## Выступления на турнирах

### Финалы турниров Большого шлема в одиночном разряде (2)

#### Победа (1)
| №  | Год  | Турнир   | Покрытие | Соперница в финале | Счёт    |
| 1. | 2023 | Уимблдон | Трава    | Онс Жабёр          | 6-4 6-4 |

#### Поражение (1)
| №  | Год  | Турнир                     | Покрытие | Соперница в финале | Счёт    |
| 1. | 2019 | Открытый чемпионат Франции | Грунт    | Эшли Барти         | 1-6 3-6 |

### Финалы Олимпийских турниров в одиночном разряде (1)

#### Поражение (1)
| №  | Год  | Турнир        | Покрытие | Соперница в финале | Счет        |
| 1. | 2021 | Токио, Япония | Хард     | Белинда Бенчич     | 5-7 6-2 3-6 |

### Финалы турнировWTAв одиночном разряде (7)

#### Победы (3)
| Легенда:                                   |
| ------------------------------------------ |
| Турниры Большого шлема (1)*                |
| Олимпиада (0)                              |
| Итоговый турнир WTA (0)                    |
| Premier Mandatory / WTA 1000 Mandatory (0) |
| Premier 5 / WTA 1000 (0)                   |
| Premier / WTA 500 (1)                      |
| International / WTA 250 (1)                |

| Титулы по покрытиям | Титулы по месту проведения матчей турнира |
| ------------------- | ----------------------------------------- |
| Хард (1)*           | Зал (1)                                   |
| Грунт (0)           | Зал (1)                                   |
| Трава (2)           | Открытый воздух (2)                       |
| Ковёр (0)           | Открытый воздух (2)                       |

* количество побед в одиночном разряде.
| №  | Дата           | Турнир           | Покрытие   | Соперница в финале | Счёт            |
| 1. | 16 апреля 2017 | Биль, Швейцария  | Хард (зал) | Анетт Контавейт    | 6-4 7-6(6)      |
| 2. | 15 июля 2023   | Уимблдон         | Трава      | Онс Жабёр          | 6-4 6-4         |
| 3. | 22 июня 2025   | Берлин, Германия | Трава      | Ван Синьюй         | 7-6(10) 4-6 6-2 |

#### Поражения (4)
| №  | Дата            | Турнир                     | Покрытие   | Соперница в финале | Счёт        |
| 1. | 24 февраля 2019 | Будапешт, Венгрия          | Хард (зал) | Алисон Ван Эйтванк | 6-1 5-7 2-6 |
| 2. | 28 апреля 2019  | Стамбул, Турция            | Грунт      | Петра Мартич       | 6-1 4-6 1-6 |
| 3. | 8 июня 2019     | Открытый чемпионат Франции | Грунт      | Эшли Барти         | 1-6 3-6     |
| 4. | 31 июля 2021    | Олимпиада                  | Хард       | Белинда Бенчич     | 5-7 6-2 3-6 |

### Финалы турнировWTA 125иITFв одиночном разряде (11)

#### Победы (8)
| Легенда:                    |
| --------------------------- |
| WTA 125 (0)                 |
| 100.000 USD (2+1)*          |
| 80.000 (75.000)** USD (1+1) |
| 60.000 (50.000)** USD (0)   |
| 25.000 USD (1)              |
| 15.000 USD (1+1)            |
| 15.000 (10.000)** USD (3+3) |

** призовой фонд до 2017 года
| Титулы по покрытиям | Титулы по месту проведения матчей турнира |
| ------------------- | ----------------------------------------- |
| Хард (3+4)*         | Зал (3+3)                                 |
| Грунт (5+2)         | Зал (3+3)                                 |
| Трава (0)           | Открытый воздух (5+3)                     |
| Ковёр (0)           | Открытый воздух (5+3)                     |

* количество побед в одиночном разряде + количество побед в парном разряде.
| №  | Дата           | Турнир                   | Покрытие   | Соперница в финале     | Счёт        |
| 1. | 15 мая 2015    | Зелёна-Гура, Польша      | Грунт      | Натела Дзаламидзе      | 6-3 6-3     |
| 2. | 20 июня 2015   | Пршеров, Чехия           | Грунт      | Екатерина Александрова | 6-1 6-4     |
| 3. | 20 марта 2016  | Анталья, Турция          | Грунт      | Лиза Сабино            | 6-2 6-0     |
| 4. | 22 января 2017 | Штутгарт, Германия       | Хард (зал) | Анна Цая               | 3-6 6-2 6-1 |
| 5. | 5 февраля 2017 | Гренобль, Франция        | Хард (зал) | Анна Блинкова          | 7-5 6-4     |
| 6. | 21 мая 2017    | Трнава, Словакия         | Грунт      | Вероника Сепеде Роиг   | 7-5 7-6(3)  |
| 7. | 30 июля 2017   | Прага, Чехия             | Грунт      | Каролина Мухова        | 7-5 6-1     |
| 8. | 6 ноября 2022  | Шрусбери, Великобритания | Хард (зал) | Ева Лис                | 7-5 6-2     |

#### Поражения (3)
| №  | Дата            | Турнир               | Покрытие | Соперница в финале  | Счёт        |
| 1. | 8 марта 2015    | Шарм-эш-Шейх, Египет | Хард     | Вера Лапко          | 5-7 3-6     |
| 2. | 19 февраля 2017 | Перт, Австралия      | Хард     | Мария Бузкова       | 6-1 3-6 2-6 |
| 3. | 5 марта 2017    | Клэр, Австралия      | Хард     | Беатрис Хаддад Майя | 2-6 2-6     |

### Финалы турнировWTAв парном разряде (3)

#### Поражения (3)
| №  | Дата           | Турнир                   | Покрытие | Партнёрша           | Соперницы в финале           | Счёт              |
| 1. | 16 мая 2021    | Рим, Италия              | Грунт    | Кристина Младенович | Гильяна Ольмос Шэрон Фичмен  | 6-4 5-7 [5-10]    |
| 2. | 14 января 2022 | Аделаида (II), Австралия | Хард     | Тереза Мартинцова   | Макото Ниномия Эри Ходзуми   | 6-1 6-7(4) [7-10] |
| 3. | 25 июня 2023   | Берлин, Германия         | Трава    | Катерина Синякова   | Каролин Гарсия Луиза Стефани | 6-4 6-7(8) [4-10] |

### Финалы турнировWTA 125иITFв парном разряде (9)

#### Победы (6)
| №  | Дата            | Турнир                   | Покрытие   | Партнёрша         | Соперницы в финале                   | Счёт       |
| 1. | 7 марта 2015    | Шарм-эш-Шейх, Египет     | Хард       | Вера Лапко        | Анна Моргина Каролина Роде-Моэ       | 6-2 6-4    |
| 2. | 14 мая 2015     | Зелёна-Гура, Польша      | Грунт      | Мириам Колодзиёва | Натела Дзаламидзе Маргарита Лазарева | 6-2 6-2    |
| 3. | 19 июня 2015    | Пршеров, Чехия           | Грунт      | Мириам Колодзиёва | Мартина Борецкая Йесика Малечкова    | 6-4 6-1    |
| 4. | 21 января 2017  | Штутгарт, Германия       | Хард (зал) | Мириам Колодзиёва | Анита Гусарич Кимберли Циммерманн    | 7-6(3) 7-5 |
| 5. | 30 октября 2022 | Пуатье, Франция          | Хард (зал) | Мириам Колодзиёва | Рената Ворачова Жессика Понше        | 6-4 6-3    |
| 6. | 6 ноября 2022   | Шрусбери, Великобритания | Хард (зал) | Мириам Колодзиёва | Рената Ворачова Жессика Понше        | 7-6(4) 6-2 |

#### Поражения (3)
| №  | Дата            | Турнир          | Покрытие   | Партнёрша         | Соперницы в финале                 | Счёт              |
| 1. | 15 августа 2015 | Прага, Чехия    | Грунт      | Мириам Колодзиёва | Катерина Крамперова Бернарда Пера  | 6-7(4) 7-5 [1-10] |
| 2. | 19 марта 2016   | Анталья, Турция | Грунт      | Наталья Новотна   | Анастасия Васильева Ольга Дорошина | 2-6 1-6           |
| 3. | 11 декабря 2022 | Анже, Франция   | Хард (зал) | Мириам Колодзиёва | Алисия Паркс Чжан Шуай             | 2-6 2-6           |

## История выступлений на турнирах
По состоянию на 20 июня 2025 года
Для того, чтобы предотвратить неразбериху и удваивание счета, информация в этой таблице корректируется только по окончании участия там данного игрока.
| Турнир                       | 2017          | 2018          | 2019          | 2020          | 2021  | 2022          | 2023          | 2024  | 2025  | Итог   | В/П за карьеру |
| ---------------------------- | ------------- | ------------- | ------------- | ------------- | ----- | ------------- | ------------- | ----- | ----- | ------ | -------------- |
| Турниры Большого шлема       |               |               |               |               |       |               |               |       |       |        |                |
| Открытый чемпионат Австралии | —             | 2Р            | 2Р            | 1Р            | 4Р    | 3Р            | 3Р            | 1Р    | —     | 0 / 7  | 9-7            |
| Открытый чемпионат Франции   | 2Р            | 1Р            | Ф             | 1Р            | 4Р    | —             | 2Р            | 1/4   | 3Р    | 0 / 8  | 17-8           |
| Уимблдонский турнир          | 1Р            | 1Р            | 1Р            | НП            | 2Р    | —             | П             | 1Р    |       | 1 / 6  | 8-5            |
| Открытый чемпионат США       | 1Р            | 4Р            | —             | 2Р            | 2Р    | —             | 1/4           | —     |       | 0 / 5  | 9-5            |
| Итог                         | 0 / 3         | 0 / 4         | 0 / 3         | 0 / 3         | 0 / 4 | 0 / 1         | 1 / 4         | 0 / 3 | 0 / 2 | 1 / 27 |                |
| В/П в сезоне                 | 1-3           | 4-4           | 7-3           | 1-3           | 8-4   | 2-1           | 14-3          | 4-3   | 2-1   |        | 43-25          |
| Олимпийские игры             |               |               |               |               |       |               |               |       |       |        |                |
| Летняя олимпиада             | Не проводился | Не проводился | Не проводился | Не проводился | Ф     | Не проводился | Не проводился | —     | НП    | 0 / 1  | 5-1            |

К — проигрыш в квалификационном турнире.